# Nemzeti Bajnokság I 1903
L'edizione 1903 del Nemzeti Bajnokság I vide la vittoria finale del Ferencvárosi TC, che conquista il suo primo titolo.
Capocannoniere del torneo fu Jenő Károly dell'MTK con 15 reti.

## Classifica finale
|   | Classifica             | G  | V  | N | P  | GF | GS | Dif | Pt |
| - | ---------------------- | -- | -- | - | -- | -- | -- | --- | -- |
| 1 | Ferencvárosi TC        | 14 | 10 | 1 | 3  | 51 | 11 | +40 | 21 |
| 2 | Budapesti TC (C)       | 14 | 8  | 3 | 3  | 34 | 9  | +25 | 19 |
| 3 | MTK                    | 14 | 9  | 0 | 5  | 41 | 17 | +24 | 18 |
| 4 | Postás                 | 14 | 7  | 3 | 4  | 28 | 12 | +16 | 17 |
| 5 | 33 FC                  | 14 | 6  | 3 | 5  | 23 | 32 | -9  | 15 |
| 6 | MÚE                    | 14 | 5  | 1 | 8  | 12 | 25 | -13 | 11 |
| 7 | Magyar Athlétikai Club | 14 | 4  | 1 | 9  | 19 | 40 | -21 | 9  |
| 8 | Törekvés               | 14 | 1  | 0 | 13 | 6  | 68 | -62 | 2  |

- (C) Campione nella stagione precedente

### Verdetti
- Ferencvárosi TC campione d'Ungheria 1903.
- Törekvés retrocesso in Nemzeti Bajnokság II.